# Ischigualastia jenseni
Ischigualastia jenseni è un terapside estinto, appartenente ai dicinodonti. Visse nel Triassico superiore (Carnico, circa 235 milioni di anni fa) e i suoi resti fossili sono stati ritrovati in Sudamerica.

## Descrizione
Questo animale era un dicinodonte di grandi dimensioni, che poteva superare i 3,5 metri di lunghezza e arrivare a 2 tonnellate di peso. Il solo cranio era lungo 55 centimetri e largo 46. Al contrario di altre forme simili come Placerias o Kannemeyeria, in Ischigualastia non erano presenti i tipici grandi canini superiori. Il corpo era eccezionalmente massiccio, sorretto da quattro arti robusti direzionati quasi al di sotto del corpo.
Il cranio era di forma triangolare in vista dorsale, con la parte posteriore più ampia. La regione interorbitale era molto larga, il muso era appuntito e non vi era traccia di protuberanza pineale, anche se di fronte al foro pineale vi era un leggero innalzamento. Le arcate zigomatiche erano molto robuste e rigonfie verso l'esterno; le staffe erano prive del forame stapediale. 
Erano presenti cinque costole sacrali, la scapola era priva di acromion ed era presente un forame coracoideo tra il precoracoide e la scapola. L'ulna era dotata di un grosso processo (olecrano), mentre il femore presentava una testa ben sviluppata e distinta dal resto dell'osso.

## Classificazione
Ischigualastia jenseni è stato descritto per la prima volta nel 1962, sulla base di resti fossili ritrovati nella formazione Ischigualasto in Argentina. Questo animale era uno dei più grandi rappresentanti dei dicinodonti, un gruppo di terapsidi sviluppatisi nel corso del Permiano e che nel Triassico diedero origine a forme specializzate e di grandi dimensioni. In particolare, Ischigualastia è stato attribuito alla famiglia Stahleckeriidae, tipica del Triassico superiore, comprendente anche altri dicinodonti di grande taglia, come Stahleckeria e Placerias.

## Paleoecologia
Ischigualastia era una grande erbivoro quadrupede, i cui resti fossili sono particolarmente comuni alla base della formazione Ischigualasto. Era un membro abbastanza comune della fauna locale, anche se non abbondante come gli erbivori di dimensioni medie Scaphonyx e Exaeretodon. L'unico pericolo per un animale tanto grande era dato dalla presenza del quasi altrettanto grande Saurosuchus, un rauisuco carnivoro. È possibile che la pressione di questo predatore sia stata una delle cause dell'estinzione di Ischigualastia, i cui resti fossili effettivamente divengono meno comuni e infine scompaiono nei livelli più alti della formazione Ischigualasto. Uno stretto parente di taglia di poco inferiore, Placerias, sopravvisse per alcuni milioni di anni in Laurasia.